# 恩和俄罗斯族民族乡
恩和俄罗斯族民族乡是中华人民共和国内蒙古自治区呼伦贝尔市额尔古纳市下辖的一个民族乡，2011年由室韦俄罗斯族民族乡析置。
恩和俄罗斯族乡是中国唯一的俄罗斯民族乡。2016年统计，全乡总人口为2569人，俄罗斯族与华俄后裔大约占70%。

## 行政区划
恩和俄罗斯族民族乡下辖以下村级行政区划单位：
恩和村、朝阳屯村、向阳屯村、正阳屯村、七卡屯村、八卡屯村、九卡屯村和自兴屯村。

## 中国传统村落
2013年8月，恩和村获批第二批中国传统村落。